# Pavlin Kloštar
Pavlin Kloštar is een plaats in de gemeente Kapela in de Kroatische provincie Bjelovar-Bilogora. De plaats telt 169 inwoners (2001).